# 史久光
史久光（1917年—2011年），中国早期著名石油工程专家，曾任大庆油田总工程师。浙江鄞县（今宁波）人。

## 简介
父亲史悠明，著名外交家。1917年，生于北平（今北京市）。1941年，毕业于西北工学院矿冶系。毕业后，曾担任玉门油矿的工程师。1946年-1948年，被民国政府派往美国加利福尼亚州在标准壳牌等大石油公司进修学习。
1949年后，先后担任新疆石油局总工程师、大庆油田总工程师，中国海洋石油总公司顾问，中国海洋石油总公司高级工程师。
史久光曾长期主持石油钻探技术工作，并研制成功多种石油开采井下测试工具和处理井下事故的工具。
2011年2月8日，逝世于北京。
夫人崔越阿，鄞县人。

## 著述
- 《论复杂钻井事故的处理》
- 《钻井装备功率配备的探讨》